# Mieloperoxidasa
La enzima mieloperoxidasa (MPO) (EC 1.11.2.2) está presente en los lisosomas de los neutrófilos, monocitos y macrófagos. Es responsable de la actividad antimicrobiana contra un amplio espectro de organismos. En los neutrófilos estimulados, la mieloperoxidasa cataliza la producción ácidos hipohalogenosos, principalmente ácido hipocloroso, y otros intermedios tóxicos que aumentan poderosamente la actividad antimicrobiana.
Cl- + H2O2 {\displaystyle \rightleftharpoons } HOCl + H2O
Una vez producido el hipoclorito, este forma una serie de productos microbicidas como el cloro, cloraminas, radical hidroxilo y singlete del oxígeno. Difiere de la cloruro peroxidasa por su preferencia en condiciones fisiológicas en la formación de hipoclorito en vez de clorar sustratos orgánicos. En la ausencia de haluros, oxida los fenoles y tiene una actividad peroxigenasa moderada sobre el estireno.
Se presenta como un homodímero. Las subunidades están unidas por un enlace disulfuro. Cada monómero consiste en una cadena ligera y en una cadena pesada. Como cofactores necesita un ion de calcio por mónomero y un grupo hemo B unido covalentemente por monómero.
La deficiencia de mieloperoxidasa (MPD) es un defecto autosómico recesivo que produce candidiasis diseminada.